# Miresläktet
Miresläktet (Anagallis) är ett växtsläkte inom familjen ardisiaväxter med cirka 28 arter. De förekommer över hela jorden, men flest arter finns representerade i norra och tropiska Afrika.
Släktet innehåller ettåriga och fleråriga örter. De kan vara upprätta eller nedliggande. Bladen är motsatta eller strödda. Blommorna sitter ensamma i bladvecken, de kan vara röda i olika skiftningar, eller blå, mer sällan vita.
Kronan är utbredd eller trattlik, flikarna är varierande flikiga och kan vara fransade, med eller utan glandelhår.